# Чхве Бён Чхоль
Чхве Бён Чхоль (кор. 최병철?, 崔秉哲?, р.24 октября 1981) — южнокорейский фехтовальщик на рапирах.
Чхоль добился первого своего крупного международного результата, выиграв "золото" в личной рапире и бронзовую медаль в командной рапире в 2001 году на Чемпионате мира среди юниоров по фехтованию. В 2007 году он завоевал бронзовую медаль в командной рапире на Чемпионате мира по фехтованию в Санкт-Петербурге, Россия.
Чхоль квалифицировался на Олимпийские игры 2008 года в Пекине по мужской индивидуальной рапире. 13 августа 2008 года, он в турнирной сетке стал 15-14, уступив в конечном итоге серебряному призёру этих игр Юки Ота из Японии в 16 раунде. Чхоль также принял участвовал в Лондонской Олимпиаде 2012 года и 31 июля 2012 года, он в полуфинале уступил Алаэльдину Абуэлькассему, в матче за бронзовую медаль он обыграл Андреа Бальдини.